# Vojna in mir (filmska serija)
Vojna in mir (rusko Война и мир) je sovjetska vojna dramska filmska serija iz let 1966 in 1967, ki jo je režiral Sergej Bondarčuk in zanjo tudi napisal scenarij skupaj z Vasilijem Solovjovom ter temelji na Tolstojevem romanu Vojna in mir iz leta 1869. Film je izšel v štirih delih, v glavnih vlogah nastopajo Bondarčuk kot Pierre Bezuhov, Vjačeslav Tihonov kot Andrej Bolkonski in Ljudmila Saveljeva kot Nataša Rostova. Film je produciral studio Mosfilm med letoma 1961 in 1967 z veliko podporo sovjetskih oblasti, proračun filma je bil 8,29 milijonov RUB, s čimer je bil najdražji film v Sovjetski zvezi do tedaj.
Prvi del je bil premierno prikazan 13. marca 1966, drugi 20. julija, tretji 21. julija 1967 in četrti 4. novembra. Izkazal se je za uspešnega v sovjetskih kinematografih, kjer si ga je ogledalo več kot 135 milijonov gledalcev, in naletel je tudi na dobre ocene kritikov. Na 41. podelitvi je bil kot prvi sovjetski film nagrajen z oskarjem za najboljši tujejezični film, ki ga je osvojil kot najdaljši film, nominiran je bil tudi za najboljšo scenografijo. Osvojil je tudi nagradi Grand Prix na Mednarodnem filmskem festivalu v Moskvi in zlati globus za najboljši tujejezični film, ter bil nominiran za nagrado BAFTA za najboljšo scenografijo.

## Vloge
- Sergej Bondarčuk kot Pierre Bezuhov
- Ljudmila Saveljeva kot Nataša Rostova
- Vjačeslav Tihonov kot Andrej Bolkonski
- Boris Zahava kot Mihail Kutuzov
- Anatolij Ktorov kot Nikolak Bolkonski
- Antonina Šuranova kot Marja Bolkonska
- Oleg Tabakov kot Nikolaj Rostov
- Viktor Stanicin kot Ilja Rostov
- Kira Golovko kot Natalija Rostova
- Irina Skobceva kot Helene Kuragina
- Vasilij Lanovoj kot Anatolij Kuragin
- Irina Gubanova kot Sonja Rostova
- Oleg Jefremov kot Fjodor Dolohov
- Edvard Marcevič kot Boris Drubeckoj
- Aleksander Borisov kot stric Rostov
- Nikolaj Ribnikov kot Vasilij Denisov
- Viktor Murganov kot Aleksander I. Ruski
- Larisa Borisenko kot gdč. Bourienne
- Georgij Miljar kot Morel
- Nona Mordjukova kot Anisja
- Ana Timirjova kot starka
- Boris Hmelnicki kot Bolkonskijev pribočnik
- Valerij Jeremičev kot Aleksander Ivanovič Ostermann-Tolstoj
- Boris Smirnov kot Vasilij Kuragin
- Nikolaj Tolkačev kot Kiril Bezuhov
- Džema Firsova kot Katiše Mamontova
- Mihail Hrabrov kot Platon Karatajev
- Nikolaj Trofimov kot Tušin
- Vladislav Strželčik kot Napoleon
- Jānis Grantiņš kot Ludwig von Wolzogen
- Dz. Eizentāls kot Carl von Clausewitz
- Galina Kravčenko kot Marja Karagina
- Boris Molčanov kot Louis-Nicolas Davout
- Lev Poljakov kot Jacques Lauriston
- Rodjon Aleksandrov kot Aleksander Balašov
- Anastazija Vertinska kot Lisa Bolkonska
- Nikita Mihalkov kot ruski vojak
- Giuli Čohonelidze kot Pyotr Bagration
- Vadim Safronov kot Franc II.
- Jean-Claude Ballard kot Ramballe
- Jelena Tjapkina kot Marja Dmitrjevna
- Sergej Jermilov kot Petja Rostov
- Herberts Zommers kot grof Benningsen
- Nikolaj Bubnov kot Karl Mack von Leiberich
- Angelina Stepanova kot Anna Scherer
- Erwin Knausmüller kot Franz von Weyrother
- Mihail Pogorželski kot Michael Andreas Barclay de Tolly
- Leonid Vidavski kot Paisi Kajsarov
- Nikolaj Grinko kot Dessalles